# Cheng Bugao

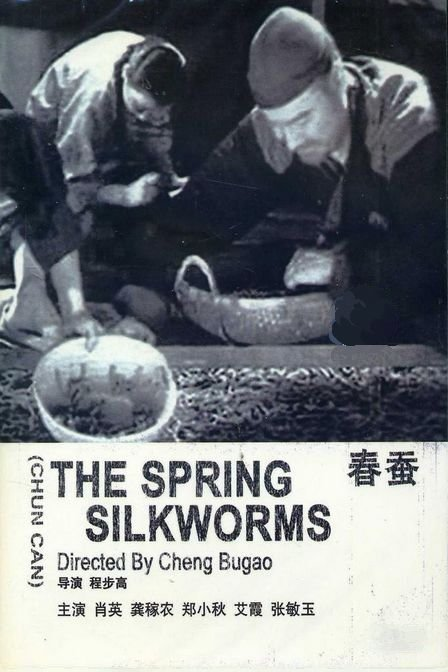
artell de Spring Silkworms

En una onomàstica xinesa Cheng es el cognom i Bugao el prenom.
Cheng Bugao (xinès simplificat: 程步高) (Pinghu, Jiaxing, 1898 - Hong Kong, 1966) va ser un crític, teòric, guionista i director de cinema. Impulsor del cinema sonor a la Xina, va dirigir més de seixanta pel·lícules i forma part de la "primera generació" de directors del cinema de la Xina.

## Biografia
Chen Bugao va néixer l'any 1898 al districte de Pinghu a Jiaxing, província de Zhenjiang (Xina), durant el regnat de l'emperador Guanxu de la dinastia Qing. Va estudiar a una escola de primària privada de Yigu i després va entrar a la Universitat Aurora dels jesuïtes de Shangai per estudiar periodisme. Mentre estudiava a la Universitat va començar a escriure crítiques i articles sobre cinematografia per al suplement del diari progressista de l'època, a Xangai, el New Newspaper (时事新报》副刊). També va traduir articles de diaris occidentals sobre tecnologia cinematogràfica estrangera.
Sovint publicà articles sota el pseudònim KKK al “Film Weekly” a “Current Affairs News”. El 1924, va ser editor en cap de "Film Magazine" fundada per Ren Jinping, juntament amb Gu Kenfu i Zhu Xiaoju. El 1925, va exercir com a editor del setmanari "Movie Spring and Autumn", i va ser la figura central en l'etapa inicial de les publicacions cinematogràfiques xineses.

#### Carrera cinematogràfica

##### 1924: Els inicis
Segons les seves memòries, va ser la mala qualitat de les pel·lícules xineses de l'època la que el va impulsar a iniciar la seva carrera en el món de la cinematografia. Després de reunir el finançament necessari, va crear un nou estudi, la Dalu Company (大陆影片公司).
El 1924 va debutar com a director amb "L'Orfe salva el seu avi" (孤儿救祖记), i després dos documentals, el primer, "Wu Peifu" (吴佩孚), un retrat de Wu Peifu, un dels "senyors de la guerra" de la Camarilla de Zhili, i l'altre, titulat "Paisatge de Luoyang" (洛阳风景), és una de les primeres mostres xineses de cine naturalista (风景片). Aquest any va publicar a Movie Magazine entre altres un assaig titulat "The History of D. W. Giffith's Success" després que l'estrena de la pel·lícula "The Birth of a Nation" (El naixement d'una nació) assolis un gran èxit en la seva estrena Shanghai. El 1925 va publicar un treball sobre eles característiques tècniques del cinema sonor "The Method of Making Talking Films" on detallava els procés seguit pels científics nord-americans en l'aplicació del principi dels generadors de so de ràdio a les pel·lícules.
L'any 1928, va incorporar-se a l'estudi més gran de l'època a Shangai, la companyia Mingxing (明星影片公司), on va trobar els mitjans que li permetrien fer una quarantena de pel·lícules fins a l'ocupació de Shangai pels japonesos a finals de 1937. En aquesta època va conèixer i col·laborar amb un grup d'escriptors i guionistes com Xia Yan, Tian Han, Yang Hansheng i Hong Shen, que formaven part del Moviment per la Nova Cultura. Amb el director Cai Chuseng, va ser un dels pioners en rodar en escernaris naturals allunyats de les ciutats.
Les seves tres primeres pel·lícules a l'estil Mingxing testimonien el seu interès, compartit amb els seus amics guionistes, per temes socials capaços d'arribar a un públic ampli, fins i tot abans del naixement del moviment cinematogràfic d'esquerres. L'any 1928, va escriure per primera vegada el guió de "Divorce" (离婚), dirigida pel fundador i director de Mingxing, Zhang Shichuan (张石川), després va fer dues pel·lícules sobre la vida de les classes benestants. El 1931 va fer la seva darrera pel·lícula muda, com "Divorce", un melodrama sobre la misèria de la condició femenina: "Pas de chance de naitre femme" (不幸生为女儿身).
Cheng va estar a l'avantguarda de les tècniques de cinema sonor en els seus inicis, suposadament per revitalitzar un mercat cinematogràfic a punt de crisi, a causa de la censura que prohibia les pel·lícules d'arts marcials "wuxia", però també per l'evolució dels gustos públics. En particular, és un dels primers directors xinesos que va utilitzar la tècnica d'enregistrament de so en discos de cera per al sistema de so de les primeres pel·lícules (蜡盘配音到胶片录音). Va ser l'assistent de Zhang Shichuan quan aquest va rodar la primera pel·lícula sonora xinesa, amb un guió de Hong Shen, "The Red Peony Singer" (歌女红牡丹), estrenada el 1931. A més de l'interès pels temes tècnics i de producció també va preocupar-se dels aspectes comercials i de distribució del cinema fet al país, amb la idea que “calia augmentar les sales que estiguin disposades a mostrar pel·lícules xineses a les principals ciutats comercials".
A principis de 1932, en el moment de l'atac japonès a Shanghai, va anar al front amb un fotògraf i va rodar un documental titulat "La batalla de Xangai" (上海之战).

##### Els grans clàssics: 1933 - 1937
El febrer de 1933, esdevingué membre de la recentment creada Associació per a la Cultura Cinematogràfica (中国电影文化协会), emblema i motor d'un cinema xinès "emergent" ("新兴电影"). En aquells moments va iniciar una etapa dins el corrent anomenat "cinema d'esquerres",influenciat per les idees comunistes dels seus amics guionistes, però també pel realisme revolucionari del cinema soviètic, com el director Nikolai Ekk, i també per la voluntat de promoure la unitat nacional contra l'invasor japonès durant la segona guerra sino-japonesa. Va ser en aquest context que, entre 1933 i 1937, va rodar les seves millors pel·lícules, i les més famoses, tots grans clàssics de l’època. Cal destacar dues pel·lícules del 1933 amb guió de Xia Yan; la primera "Wild Torrent" (狂流) i la segona "Spring Silkworms" (春蚕) adaptació d'un conte de l'escriptor Mao Dun i amb la participació de la actriu i guionista Ai Xia.

##### Hong Kong: 1947
Va marxar a Hong Kong el 1947 i va treballar successivament a Yonghua Film Company i Great Wall Film Production Company, amb un total de vint pel·lícules.
Les més famoses de l'època són "A Joyous Reunion" 欢喜冤家), el 1954, una comèdia familiar típica del cinema de Hong Kong de l'època, "Ming Feng" (鸣凤), el 1957, adaptació de la novel·la de Ba Jin i "La naturalesa de la primavera" (有女怀春), el 1958, sobre un guió de Louis Cha (金庸). Es va retirar del cinema després d'una darrera pel·lícula, el 1961, passant els anys que li quedaven escrivint les seves memòries: "Memòries del món del cinema" (影坛忆旧).

## Filmografia destacada
| Any  | Títol anglès                   | Títol xinès    |
| 1924 | A Couple Throug Water and Fire |                |
| 1924 | L'Orfe salva el seu avi        | 孤儿救祖记     |
| 1926 | A Virtuous Woman               | 空门贤媳       |
| 1928 | Heroine with the Flying Sword  | 飞剑女侠       |
| 1932 | Battle of Shanghai             | 上海之战       |
| 1933 | Wild Torrent                   | 狂流           |
| 1933 | Spring Silkworms               | 春蚕           |
| 1934 | Shared Hate                    | 同仇           |
| 1934 | To the Northwest               | 到西北去       |
| 1934 | The Classic for Girls          | 女儿经         |
| 1935 | Ardent, Loyal Souls            | 热血忠魂       |
| 1936 | Old and New Shanghai           | 新旧上海滩     |
| 1936 | Little Lingzi                  | 小玲子         |
| 1949 | Heavenly Souls                 | 锦绣天堂       |
| 1949 | Virtue in the Dust             | 春城花落       |
| 1951 | Prisoner of Love               | 爱的俘虏       |
| 1954 | The Old and New Loves          | 旧爱新欢       |
| 1954 | The Merry-Go-Round             | 欢喜冤家       |
| 1957 | Ming Phoon                     | 鸣凤           |
| 1957 | The Fairy Dove                 | 小鸽子姑娘     |
| 1958 | The Street Boy                 | 慈母顽儿       |
| 1958 | The Nature of Spring           | 有女怀春       |
| 1959 | Wonderful Thoughts             | 机伶鬼与小懒猫 |
| 1960 | Comedy of 100 Girls            | 脂粉小霸王     |
| 1961 | The Lady Racketeer             | 美人计         |